# Wambrechies
Wambrechies è un comune francese di 9 898 abitanti situato nel dipartimento del Nord nella regione dell'Alta Francia.

## Società

### Evoluzione demografica
Abitanti censiti